# Töölön Pallokenttä
El Töölön Pallokenttä (campo de pelota de Töölö) también conocido por su apodo Bollis, es un estadio de fútbol ubicado en la ciudad de Helsinki, Finlandia. El estadio está ubicado en el distrito de Töölö, colindante con el Estadio Olímpico de Helsinki y posee una capacidad para 4.600 espectadores. Töölön Pallokenttä se construyó originalmente en 1915 y fue el primer estadio de fútbol de Finlandia. Fue el campo local de la selección finlandesa de fútbol entre 1919 y 1937. Hoy en día, es utilizado entre otros, por el equipo femenino del HJK Helsinki y por el FC Kiffen 08 de la segunda división de Finlandia. El estadio fue renovado por última vez en 2000-2001.

## Juegos Olímpicos de Helsinki 1952
En los Juegos Olímpicos de Helsinki de 1952, el estadio acogió cinco partidos de fútbol; Yugoslavia vs India, Hungría vs Italia, Suecia vs Austria, Alemania vs Brasil y Yugoslavia vs Dinamarca.
| Fecha               | Selección #1 | Resultado | Selección #2 | Ronda            | Espectadores |
| ------------------- | ------------ | --------- | ------------ | ---------------- | ------------ |
| 15 de julio de 1952 | Yugoslavia   | 10–1      | India        | Ronda preliminar | 10 000       |
| 18 de julio de 1996 | Hungría      | 3–0       | Italia       | Octavos de final | 13 800       |
| 23 de julio de 1996 | Suecia       | 3–1       | Austria      | Cuartos de final | 12 500       |
| 24 de julio de 1996 | Alemania     | 4–2       | Brasil       | Cuartos de final | 11 450       |
| 25 de julio de 1996 | Yugoslavia   | 5–3       | Dinamarca    | Cuartos de final | 11 451       |